# Jean-Claude Asphe
Jean-Claude Asphe, né le 15 juillet 1937 à Vernon (Eure), où il est mort le 31 juillet 2011 ,,  est un homme politique français qui fut membre du RPR puis de l'UMP. 

## Biographie
Directeur commercial, il a été élu maire de Vernon de 1983 à 2001. Il fut également député de la cinquième circonscription de l'Eure lors de la Xe législature, élu lors de la vague bleue en 1993, mais il perdit son siège en 1997. Il occupa également le mandat de conseiller général du canton de Vernon-Sud de 1982 à 1993.

## Mandats
- Député RPR du 28 mars 1993 au 21 avril 1997.
- Maire de Vernon de mars 1983 à mars 2001.
- Conseiller général du canton de Vernon-Sud de 1982 à 1993.
- Conseiller régional de Haute-Normandie de 1986 à 1988.

## Distinctions
- Chevalier de la Légion d'honneur Jean-Claude Asphe est nommé chevalier de la Légion d'honneur par décret du 2 avril 1999 [3].